# 第10方面軍 (日本軍)
第10方面軍（だいじゅうほうめんぐん）は、大日本帝国陸軍の方面軍の一つ。

## 沿革
第二次世界大戦末期絶対国防圏の要石とされたサイパン陥落後、台湾方面の戦力増強のため1944年（昭和19年）9月22日に新編され、連合国軍の台湾上陸に備え台北に在った。第10方面軍司令官は、台湾軍司令官（昭和20年2月1日から台湾軍管区司令官）が兼任し、台湾総督も兼任していた。

米軍を主力とする連合軍による台湾島への攻撃は台北大空襲が目立つ程度で、陸上部隊は日米両軍とも沖縄戦に総力を結集したこともあり台湾への上陸は無くなり、本方面軍の主力は交戦すること無しに終戦を迎え、1945年（昭和20年）10月の中華民国による台湾奪還を迎えることになる。

しかし、沖縄本島に在った隷下の第32軍は終戦時所属師団・連隊のほぼすべてが総員玉砕し、司令官・中将牛島満、第24師団長・中将雨宮巽、第62師団長・少将藤岡武雄および海軍第五航空艦隊司令長官・中将宇垣纏らが自決や散華するなどして敗戦の責任を取った。

## 基本情報
- 通称号：湾
- 編成時期：1944年（昭和19年）9月22日
- 最終位置：台北
- 最終上級部隊：大本営

## 第10方面軍の人事

### 司令官
- 安藤利吉大将（陸士16期）：1944年（昭和19年）9月22日 - 1945年（昭和20年）10月25日

### 参謀長
- 諌山春樹中将（陸士27期）：1944年（昭和19年）9月22日 - 1945年（昭和20年）10月25日

### 参謀副長
- 北川潔水少将（陸士29期）：1944年（昭和19年）9月22日 - 1945年（昭和20年）2月12日
- 宇垣松四郎少将（陸士31期）：1945年（昭和20年）2月12日 - 1945年（昭和20年）10月25日
- 重永主計海軍少将：1945年4月10日[3] -

### 終戦時
- 司令官：安藤利吉大将
- 参謀長：諌山春樹中将
- 参謀副長：宇垣松四郎少将
- 高級参謀：村沢一雄大佐
- 高級参謀：塚本誠大佐
- 高級参謀：広瀬茂大佐
- 高級副官：宮田次男大佐
- 兵器部長：佐々木博少将
- 経理部長：岡本正義主計少将
- 軍医部長：西山啓吉軍医少将
- 獣医部長：鈴木清獣医大佐
- 法務部長：古川清一法務大佐

## 終戦時の隷下部隊
- 第32軍
  - 第24師団
  - 第28師団
  - 第62師団
  - 独立混成第44旅団
  - 独立混成第45旅団
  - 独立混成第59旅団
  - 独立混成第60旅団：安藤忠一郎少将

※独立混成第64旅団は第32軍司令部の壊滅後、奄美群島守備のまま第16方面軍へ転籍。
- 第9師団
- 第12師団
- 第50師団
- 第66師団
- 第71師団
- 第8飛行師団
- 独立混成第61旅団
- 独立混成第75旅団
- 独立混成第76旅団：小川泰三郎少将[4]
- 独立混成第100旅団：村田定雄少将[5]
- 独立混成第102旅団：小林忠雄少将[6]
- 独立混成第103旅団：田島正男少将[7]
- 独立混成第112旅団